# Andreas Mårtensson
Andreas Mårtensson, född 22 december 1983 i Jönköping, är en svensk motorcykelförare och numera expertkommentator på NENT. Han vann svenska mästerskapen i 250cc år 2006 och i Superbike år 2013. Han har även tre starter i GP 250cc. 

## Grand Prix

### Säsonger
| Säsong | Klass | Motorcykel | Team                 | Tävlingar | Vinster | Pallplatser | Poäng | Placering |
| ------ | ----- | ---------- | -------------------- | --------- | ------- | ----------- | ----- | --------- |
| 2005   | 250cc | Yamaha     | Team Kurz Prista Oil | 2         | 0       | 0           | 0     | NC        |
| 2006   | 250cc | Aprilia    | Ewes Racing Team     | 1         | 0       | 0           | 0     | NC        |
| Total  |       |            |                      | 3         | 0       | 0           | 0     |           |

### Tävlingar
| Säsong | Klass | Motorcykel | 1   | 2   | 3   | 4   | 5   | 6   | 7   | 8       | 9      | 10      | 11  | 12  | 13  | 14  | 15  | 16  | Plc | Poäng |
| ------ | ----- | ---------- | --- | --- | --- | --- | --- | --- | --- | ------- | ------ | ------- | --- | --- | --- | --- | --- | --- | --- | ----- |
| 2005   | 250cc | Yamaha     | SPA | POR | CHN | FRA | ITA | CAT | NED | GBR DSQ | GER 21 | CZE     | JPN | MAL | QAT | AUS | TUR | VAL | NC  | 0     |
| 2006   | 250cc | Aprilia    | SPA | QAT | TUR | CHN | FRA | ITA | CAT | NED     | GBR    | GER Ret | CZE | MAL | AUS | JPN | POR | VAL | NC  | 0     |

## Svenska Mästerskapen

### Säsonger
| Säsong | Klass         | Motorcykel       | Team                    | Tävlingar | Vinster | Pallplatser | Poäng | Placering |
| ------ | ------------- | ---------------- | ----------------------- | --------- | ------- | ----------- | ----- | --------- |
| 2000   | 250cc         | Yamaha TZ 250    | Mårtensson Racing Team  | 3         | 0       | 0           | 4     | 21        |
| 2001   | 250cc         | Yamaha TZ 250    | Frankab Racing Team     | 2         | 0       | 0           | 3     | 18        |
| 2002   | 250cc         | Yamaha TZ 250    | SMC Racing Team         | 3         | 0       | 0           | 4     | 19        |
| 2003   | 250cc         | Yamaha TZ 250    | Johannesson Racing Team | 4         | 0       | 1           | 46    | 3         |
| 2004   | 250cc         | Yamaha TZ 250    | Johannesson Racing Team | 5         | 2       | 3           | 70    | 2         |
| 2005   | 250cc         | Yamaha TZ 250    | Johannesson Racing Team | 2         | 1       | 1           | 25    | 10        |
| 2006   | 250cc         | Aprilia RSW 250  | Johannesson Racing Team | 4         | 2       | 4           | 90    | 1         |
| 2007   | PRO Superbike | Aprilia RSV 1000 | Skydda Aprilia Racing   | 10        | 0       | 1           | 62    | 7         |
| 2008   | PRO Superbike | Honda CBR 1000RR | Team Honda Tools        | 8         | 1       | 1           | 79    | 7         |
| 2009   | PRO Superbike | Honda CBR 1000RR | Team Cresto Guide Honda | 8         | 1       | 3           | 108   | 4         |
| 2010   | PRO Superbike | Honda CBR 1000RR | Team Cresto Guide Honda | 12        | 0       | 8           | 174   | 4         |
| 2011   | PRO Superbike | Honda CBR 1000RR | Team Cresto Guide Honda | 14        | 1       | 14          | 261   | 2         |
| 2012   | PRO Superbike | Honda CBR 1000RR | Team Cresto Guide Honda | 15        | 6       | 13          | 299   | 2         |
| 2013   | PRO Superbike | Honda CBR 1000RR | Team Honda Sweden       | 8         | 6       | 7           | 168   | 1         |
| Total  |               |                  |                         | 98        | 20      | 56          | 1393  |           |

### Tävlingar
| Säsong | Klass     | Motorcykel | 1            | 2               | 3            | 4          | 5        | 6        | 7        | 8        | 9          | 10         | 11       | 12         | 13       | 14       | 15       | Plc | Poäng |
| ------ | --------- | ---------- | ------------ | --------------- | ------------ | ---------- | -------- | -------- | -------- | -------- | ---------- | ---------- | -------- | ---------- | -------- | -------- | -------- | --- | ----- |
| 2000   | 250cc     | Yamaha     | AND 12       | LIN DNF         | KNU DNF      |            |          |          |          |          |            |            |          |            |          |          |          | 21  | 4     |
| 2001   | 250cc     | Yamaha     | AND DNF      | LIN DNS         | KAR DNS      | KNU DNS    | MSB 13   |          |          |          |            |            |          |            |          |          |          | 18  | 3     |
| 2002   | 250cc     | Yamaha     | MAN Inställt | AND DNF         | LIN DNF      | FAL 12     | MAN DNS  | KNU DNS  |          |          |            |            |          |            |          |          |          | 3   | 4     |
| 2003   | 250cc     | Yamaha     | LIN 4        | FAL 2           | KAR 4        | KNU DNF    |          |          |          |          |            |            |          |            |          |          |          | 3   | 46    |
| 2004   | 250cc     | Yamaha     | AND 1        | LIN DNF         | FAL 1        | KAR 2      | KNU DNF  |          |          |          |            |            |          |            |          |          |          | 2   | 70    |
| 2005   | 250cc     | Yamaha     | AND 1        | FAL DNS         | LIN DNS      | KAR DNS    | KNU DSQ  |          |          |          |            |            |          |            |          |          |          | 10  | 25    |
| 2006   | 250cc     | Aprilia    | AND 1        | LIN 2           | KNU Inställt | KAR 2      | FAL 1    |          |          |          |            |            |          |            |          |          |          | 1   | 90    |
| 2007   | Superbike | Aprilia    | STU Inställt | KNU 11          | MAN 12       | KAR 13     | AND 12   | VÅL 15   | FAL 5    | KAR 11   | KNU 7      | STU 2      | MAN DNF  |            |          |          |          | 7   | 62    |
| 2008   | Superbike | Honda      | KNU 6        | STU DNF         | MAN DNS      | KAR DNS    | STU DNF  | FAL 5    | KAR 6    | KNU 1    | VÅL 4      | MAN 6      |          |            |          |          |          | 7   | 79    |
| 2009   | Superbike | Honda      | MAN 7        | KAR 7           | KNU 6        | FAL 3      | KAR 4    | VÅL 6    | KNU 1    | MAN 3    |            |            |          |            |          |          |          | 4   | 108   |
| 2010   | Superbike | Honda      | KNU R1 3     | KNU R2 4        | KAR R1 4     | KAR R2 DNF | FAL R1 3 | FAL R2 3 | KAR R1 8 | KAR R2 2 | KNU R1 3   | KNU R2 2   | MAN R1 2 | MAN R2 3   |          |          |          | 4   | 174   |
| 2011   | Superbike | Honda      | AND R1 2     | AND R2 Inställt | KNU R1 2     | KNU R2 3   | MAN R1 2 | MAN R2 3 | FAL R1 2 | FAL R2 2 | KAR R1 3   | KAR R2 3   | KNU R1 2 | KNU R2 2   | KNU R3 1 | MAN R1 3 | MAN R2 3 | 2   | 261   |
| 2012   | Superbike | Honda      | AND R1 1     | AND R2 3        | MAN R1 2     | MAN R2 2   | KNU R1 1 | KNU R2 2 | FAL 1    | LIN R1 4 | LIN R2 2   | MAN R1 1   | MAN R2 2 | KAR R1 DNF | KAR R2 2 | KNU R1 1 | KNU R2 1 | 2   | 299   |
| 2013   | Superbike | Honda      | AND R1 1     | AND R2 1        | FAL R1 14    | FAL R2 1   | KAR R1 1 | KAR R2 3 | KNU R1 1 | KNU R2 1 | LIN R1 DNS | LIN R2 DNS |          |            |          |          |          | 1   | 168   |